# La Chaîne (émission de télévision)
Pour les articles homonymes, voir La Chaîne.

La Chaîne est une émission de télévision diffusée en Belgique sur la Une (RTBF).
Présentée par Jean-Louis Lahaye et créée par Eric Poivre, il s'agit d'un jeu au cours duquel un candidat, anonyme lors des deux premières saisons, people lors de la troisième saison doivent former une chaîne improvisée de quatre personnes dont les profils lui sont imposés.

## Personnalités ayant participé au jeu
- Salvatore Adamo
- Philippe Geluck
- Nathalie Maleux
- Stéphane Pauwels
- Jean-Luc Fonck
- Freddy Thielemans